# Bagan (raïon de Bagan)
Bagan (en russe : Баган) est un village de Russie situé dans l'oblast de Novossibirsk. C'est le siège administratif du raïon et de la municipalité du même nom. 

## Géographie
Bagan se trouve au bord de la Bagan au sud-ouest de l'oblast de Novossibirsk, à 360 km à vol d'oiseau de Novossibirsk. 

## Histoire
La localité est connue depuis 1914. 

## Population
Recensements (*) et estimations de la population,,: 
| 1959* | 1970* | 1979* | 1989* | 2002* | 2010* |
| ----- | ----- | ----- | ----- | ----- | ----- |
| 5 204 | 5 092 | 5 755 | 6 224 | 5 878 | 5 510 |

| 2021* | - | - | - | - | - |
| ----- | - | - | - | - | - |
| 5 482 | - | - | - | - | - |